# Великий Карашин
Вели́кий Караши́н — село Макарівської селищної громади Бучанського району Київської області. Розташоване на правому березі річки Здвиж. Відстань до центру громади — 25 км, до обласного центру — 75 км. Площа населеного пункту — 285 га. Кількість населення 728 осіб. День села — Трійця. Геральдика с. Великий Карашин затверджена сесією Великокарашинської сільської ради від 7 грудня 2004 р. № 37-5-У.

## Історія
З давніх-давен на території села розміщувалися багатолюдні поселення. Про це свідчать знайдені знаряддя праці та рештки поселень доби пізнього неоліту.
За легендою, село було засноване під час монгольського іга. Оскільки береги річки Здвиж зближені, монголи вирішили побудувати переправу. Одночасно поряд зростала фортеця для татарського володаря на ім'я Карашин. Потім ця назва закріпилася за селом, а маленька річечка, де стояла охорона, стала зватися Карашинкою. Отже, роком заснування села Великий Карашин вважається 1242 рік.
Після смерті Улуг Мухамеда (Орманбет-хана) та розпаду Ногайської Орди Три ногайські знатні роди на початку XVII ст., рятуючись від помсти потомків Чингізхана — чингізідів, утікли на Волгу, де одні найнялись на службу до племені торгаутів. Інша ж частина пішла до Кримського ханства.
Після цього ногайці стали називатись згідно з іменами ханів, назв родів і місцевості, на якій вони проживали. Караши — це потомки Есеке-бея. Воїни племені Карашів зазвичай виконували обов'язки особистої охорони ханів.
Також, імовірно назва селища пов'язана із струмком Карашинка. Найменування якого означає із сербохорватської мови — карась (караш).
Природно вигідна для захисту від ворога місцевість була укріплена у стародавні часи валами і ровами, їх сліди і до сьогодні видно за місці, де колись стояла церква.
На початку XVI ст. Карашин належав до маєтності Лаських, які були нащадками Макаревичів. З другої половини XVI ст. село було власністю князів Острозьких, а вже у 1604 р. — Фронцкевичів-Радзімінських. З 1618 року згадується як місто. Щоб отримати цей статус, власники Карашина сплатили давній привілей на маєтність, датований ще 1528 роком, Анні Пилиповій Івановичевій. У 1633 р. власником Карашина став Вацлав Жмієвський, ловчий київський.
У 1640 р. село докупив до рожівської маєтності Миколай Цетнер — католик-кріпосник. Часом між ним і селянами виникали сутички. Селян підтримували міщани, які жили в Рожеві і Карашині. Відчувалося наближення народного виступу, і Цетнер темної ночі 1648 р. втік із Рожева.
На початку XVIII ст. Карашином і навколишніми селами володіли Ігнатій Сапега та його дружина Анна. Після смерті Сапеги Карашинська маєтність належала Харлінським.
Мешканці Великого і Малого Карашина взяли активну участь у повстанні надвірних козаків. Вони долучилися до повстанців полковника Івана Бондаренка.
У 1802 р. обидва Карашини, Червона Слобода, Копіївка, Юрів та інші населені пункти були продані Ліберію Сабанському. Після його смерті Карашин належав його синам: Костянтину, Конраду, Станіславу та їх сестрі Іполітці.
У 1848 р. у Великому Карашині мав місце виступ селян, викликаний введенням інвер- тарних правил. Виступ був придушений збройною силою.
Лаврентій Похилевич писав про село наступне:
| «Карашин село, що розташоване за 10 верст на захід від Фасової, на правій високій стороні р. Здвиж; у місцевості оточеної з трьох сторін річкою, а з четвертої — струмком Карашинкою. Ця, за природним розташуванням місцевість є зручна до захисту від ворожої навали, і де за всією ймовірністю колись тут існувало древнє городище з переправою через Здвиж, береги якого тут звужуються, і місцевість ця була укріплена в древні часи валами і ровами, що і нині сліди яких можна побачити навкруги церковної садиби. За народними переказами побудова цих укріплень належить якомусь давньому татарському власникові околишніх сіл*, ґрунтуючись на татарській назві села. Частина Карашина, що розкинулось трохи вище по р. Здвиж, відокремлювана полем за півтори версти, називається Малим Карашином. В обох Карашинах жителів проживає православних 950, римокатоликів 22, євреїв. 11.(дані на 1887р.) На початку XVI століття Карашин належав до маєтностей Лаських (мали володіння також в селищі Демидів). У нотатках за 1636 р. зазначено, власником Карашина Вацлава Жмієвського, ловчого Київського; потім Карашин належав до Макарівського ключа Макаревичів. З початку XVIII століття ним володіють шляхтичі Сапеги, що уже відступили від православ'я. У1749 році: Ігнатій граф на Кодні, Вишничах, Несухочах, Надвірної та Величці, Сапега — підскарбний надвірний великого князівства Литовського і його дружина Ганна. Після них маєток належав Харленським до 1808 р., коли Карашин, Червона Слобода, Коптієвка, Юрів і інші селища були продані Павлу Сабанському. Після смерті Ліберія Павловича залишилося 3 сини: Костянтин, Конрад і Станіслав та дочка Іполітка, за чоловіком Комаровичева, які всі свої успадковані в Карашині землі, у кількості 898 десятин, польової і 536 лісової, продали в 1876 р. дійсному штатському раднику Василю Борисову. Частина ж земель Конрада Сабанського: Малий Карашин, у кількості 214 десят. польовий і 262 лісової землі, за участь його в заколоті, яка була також обтяжена боргом сестри Іполітки Комаровичової, визнана в 1864 р. що підлягає конфіскації, згідно з нею в 1874 р. була конфіскована, а гроші, за продану Михайлові Івановичу Курдюмову землю, пішли згідно з ухвалою на сплату боргових зобов'язань сестри заколотника. До Карашинского церковного приходу зараховуються: Жмурівка село, у Брусилівській волості, Радомишльського повіту, на лівій стороні Здвижа, навпроти Карашина. Жителів проживає 63; Гребля на Здвижі з'єднує це село з Карашином. Червона Слобода село, на правій стороні Здвижа, яка є кордоном між повітами: Київським і Радомишльським, навпроти міста Рожів й у 3 верстах від Карашина. Жит. проживає 287; Це село з землею власника у кількості 419 десятин польової і 50 лісової продали в 1858 р. Сабанські Єремєеву за 18 000 руб.; а він через кілька років, секретареві Київської Консисторії Хижнякову, за смерті якого маєтність успадковував його син, нині (1887 рік) чернігівський міський голова Василь Михайлович Хижняков. Мар'янівка, або Мервін хутір, за 5 верст на дорозі до Грузького. У цьому хуторі з 216 десятин землі, які належали 4 родичам, міщанам Мегедам, які живуть там та кількох робітників з сім'ями у числі 46 душ.» |
Метричні книги, клірові відомості, сповідні розписи церкви Пресвятої Трійці с. Карашин (приписні сс.* Малий Карашин, Красна Слобода, хут. Мар'янівка, Жмурівка) Макарівської волості Київського пов. Київської губ. зберігаються в ЦДІАК України.
У 1900 р. Карашин належав Никифору Прохоровичу Озерському. У селі діяли православна церква, церковнопарафіяльна школа, водяний млин з трьома робітниками, запасний хлібний магазин, у якому на 1 січня 1900 р. було хліба озимого 221 ц і ярового 110 ц. Пожежно-охоронна частина складалася з трьох бочок, 8 багрів, 6 драбин, що утримувалися за рахунок товариства села.
У січні 1918 р. встановилася радянська влада. Першим органом влади був створений у тому ж році ревком на чолі з М. Куликом.
Весною 1929 р. у Карашині на землях селян і одноосібників було вирішено створити ТСОЗ. На початку 1931 р. повністю завершено колективізацію. Колгосп у с. Великий Карашин було названо ім. Чубаря. Одночасно був створений колгосп «12 років Жовтня» у с. Малий Карашин.
Згідно з даними, у роки Голодомору 1932—1933 рр. у Карашині померли 65 мешканців. Точну кількість померлих ніхто не знає, оскільки облік не вівся.
Перший трактор «Фордзон» з'явився на колгоспних полях у 1934 р. Першими трактористами були М. Ткач, Марко і М. Силки.
У 1938 р. колгосп ім. Чубаря було перейменовано на «Комунар».
З початком Німецько-радянської війни понад 290 карашинців пішли на захист Батьківщини. 6 липня 1941 р. село було окуповане німецькими військами. Під час окупації 45 юнаків і дівчат вивезено на примусові роботи до Німеччини.
8 листопада 1943 р. Карашин було звільнено воїнами 136-го стрілецького полку 42-ї гвардійської стрілецької дивізії. Лінія фронту знаходилася у селі по 23 грудня 1943 р. Воїни Радянської армії утримували плацдарм правого берега р. Здвиж. За цей час загинули 44 воїни, які були поховані на кладовищах, а нині — у Братській могилі. 151 житель села загинув на фронтах війни. 198 уродженців Карашина нагороджені орденами та медалями: орденом Червоної Зірки — С. В. Янчук; орденом Слави — М. В. Сосненко, В. В. Кирик, Г. І. Богдан. У центрі села встановлено пам'ятник воїнам та меморіальні плити, на яких викарбувані імена загиблих.
Одразу після визволення села від окупантів жителі під керівництвом активістів О. І. Баранського, І. С. Ткача, С. Г. Тарасюка, І. І. Орлюка, Л. З. Медвідь приступили до відбудови зруйнованого господарства.
У 1951 р. відбулося об'єднання колгоспів «Комунар» і «12 років Жовтня» с. Малий Карашин. У 1955 р. до колгоспу «Комунар» приєднано сусідній колгосп «300-річчя возз'єднання України і Росії» с. Червона Слобода. Всього землі в колгоспі стало 3575 га.
У 1955 р. в селі побудовано Будинок культури, проведено радіо- і телефонний зв'язок, почали з'являтися телевізори.
В «Історії міст і сіл Української РСР» про Великий Карашин початку 1970-х було подано таку інформацію:

| Великий Карашин - село, центр сільської Ради, розташоване на правому березі річки Здвижу, за 16 км від районного центру. Населення - 801 чоловік. Сільраді підпорядковані населені пункти Малий Карашин і Червона Слобода. У селі - центральна садиба колгоспу «Комунар», який має 5300 га землі, у т. ч. 3072 га орної. Господарство спеціалізується на виробництві зерна, вирощуванні картоплі, льону. Розвинуті м'ясо-молочне тваринництво, садівництво. У Великому Карашині - восьмирічна школа, будинок культури на 400 місць, бібліотека. В 1968 році в центрі села встановлено пам'ятник В. І. Леніну[4]. |
14 лютого 1994 р. колгосп «Комунар» реорганізовано в КСП «Карашин», а 6 березня 2000 р. — у ТОВ «Карашин». 15 грудня 2004 р. господарство ввійшло до складу ТОВ «Агрофірма Київська», с. Маковище.
У 1986 р. будівельники з Рівненської та Івано-Франківської областей звели в селі 295 будинків садибного типу для переселенців із с. Нові Шепеличі Чорнобильського району.

## Сучасність
Нині у селі діють ЗОШ I—III ступенів, ДНЗ «Калинка», ФАП, Будинок культури, бібліотека, філія Ощадбанку, відділення зв'язку; працюють 6 магазинів, кафе, комунальне підприємство «Карашинсількомунгосп».
Великий і Малий Карашин, всі установи на території сільської ради газифіковані, мають якісний стільниковий зв'язок та вихід до Інтернету.
До 675-ї річниці Великого Карашина, яку відзначали 2007 року, збудовано нову Свято-Троїцьку церкву.

Стела при в'їзді в село Великий Карашин